# Голиков, Юрий Викторович
Юрий Викторович Голиков (8 декабря 1947 года, г. Калинин — 24 марта 2024 года, г. Тверь) — советский, затем узбекский, затем российский шашечный композитор, судья и организатор соревнований по шашечной композиции. Как композитор специализируется в задачном жанре.
По специальности — военнослужащий. Мастер FMJD по шашечной композиции

## Биография
1955—1963 — школа № 21 г. Калинина/Тверь
Из интервью: «Шашками увлекся примерно лет в 14-15, когда однажды увидел в отрывном календаре шашечную позицию, которую попытался решить самостоятельно. Через пару недель посмотрел решение и просто „обалдел“ от финального удара с поля „h2“, при котором уничтожались 9 шашек противника. Шашки стали моим досугом на всю жизнь. Основательно шашечной композицией я начал заниматься с 1968 года. Моими наставниками стали А.Павлов, А.Виндерман, Н.Пустынников, которые научили меня основам составления этюдов, концовок, задач».
Служил в Ногинском районе в 1967—1990 гг. Закончил Горьковское /Нижегородское/ Высшее Зенитно-Ракетное Командное Училище (1990).
После распада СССР — в Узбекистане.
Спортивные успехи
- 1 место — чемпионат Москвы 1976
- 4 место — чемпионат СССР 1980
- 6 место — чемпионат мира PWCZ-I 2011—2012

Судья
- Чемпионат Белоруссии по шашечной композиции 2012
- Чемпионат Белоруссии по шашечной композиции 2013
- Чемпионат Украины по шашечной композиции 2013
- Чемпионат Белоруссии по шашечной композиции 2014
- Чемпионат Беларуси по шашечной композиции 2016